# Estación Ciudad Grand Bourg
Ciudad Grand Bourg es una estación ferroviaria ubicada en la localidad homónima, en el partido de Malvinas Argentinas, Provincia de Buenos Aires, Argentina.

## Servicios
Es una estación intermedia del servicio diésel metropolitano que se presta entre las estaciones Retiro y Villa Rosa.
Es terminal intermedia del servicio y una de las estaciones más activas de toda la línea. Casi la mitad de las frecuencias terminan aquí, el resto sigue a Del Viso o a Villa Rosa.

## Infraestructura

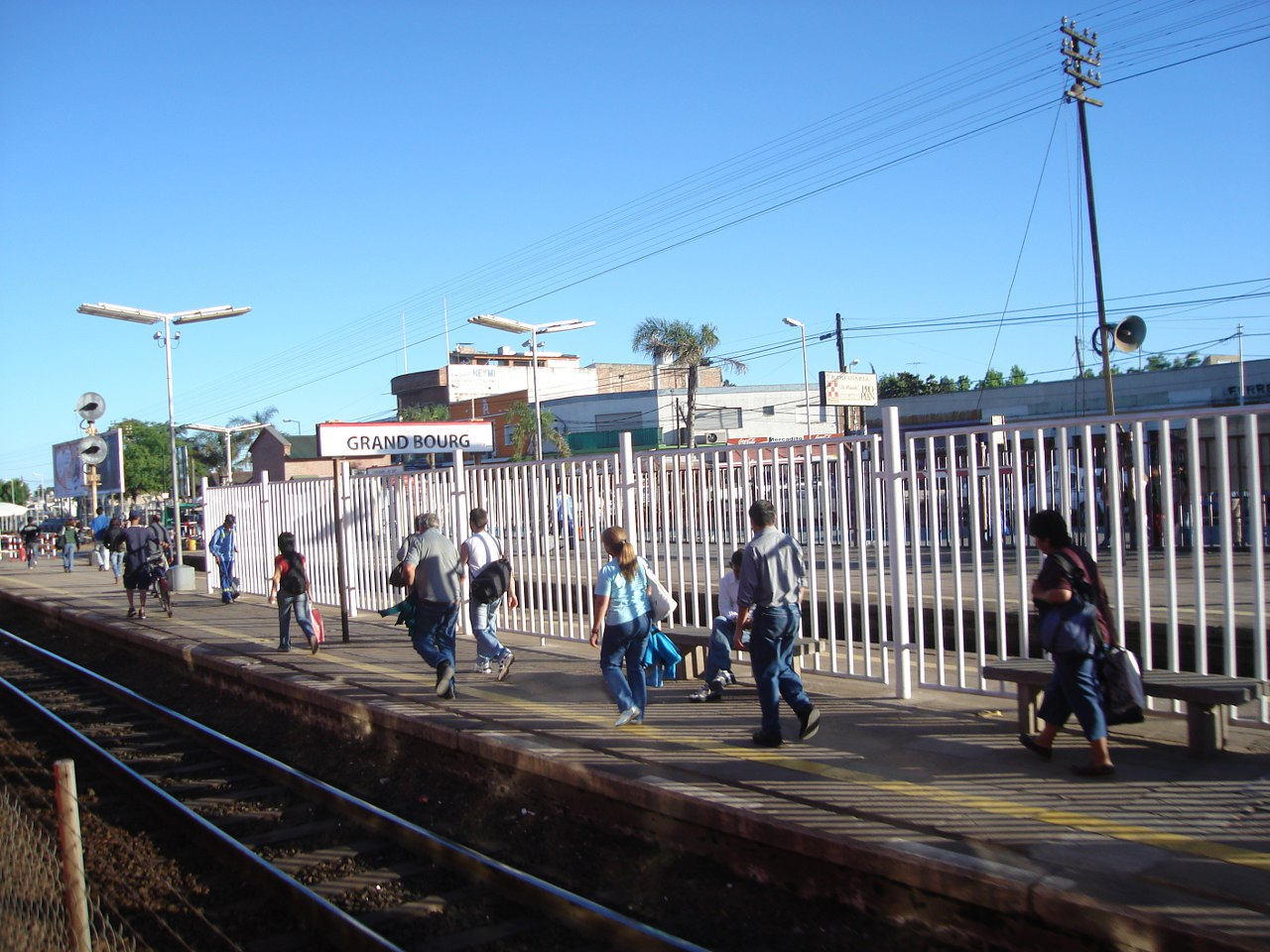
Punta sur de la estación Grand Bourg en 2007

La estación Ciudad Grand Bourg posee dos pasos a nivel, uno sobre la calle Francisco Beiró y el otro sobre El Callao, dos puentes peatonales, uno para cruzar de andén a andén y el otro para cruzar de un lado a otro de la estación, en el edificio principal, en el andén a Retiro se encuentran los baños. También posee tres boleterías, una en la punta sur, otra en la norte y finalmente otra en medio de la estación, en el andén donde salen las formaciones locales. La estación posee tres andenes el primero sirve para las formaciones a Villa Rosa, El segundo para las formaciones hacia Retiro y El restante sirve para las formación local. Actualmente, la estación ya fue mejorada y elevada como todas las demás estaciones de la línea. Por alguna razón, el acceso al andén (por la calle Francisco Beiro) de los trenes locales se encuentra clausurada actualmente.

## Toponimia
Su nombre proviene de la localidad en que se encuentra la misma, a la vez este nombre deriva de la ciudad francesa donde el libertador General Don José de San Martín pasó quince años de su vida.
Según la Resolución 812/2022 del Ministerio de Transporte fue cambiado el nombre de la estación a Ciudad Grand Bourg